# Wickerstedt
Wickerstedt ist ein Ortsteil der Landgemeinde Stadt Bad Sulza im Nordosten des Landkreises Weimarer Land.

## Lage
Wickerstedt liegt an der Ilm und der Aue nordöstlich der Stadt Apolda und südwestlich der Stadt Bad Sulza. Anschluss zur nordwestlich vorbeiführenden Bundesstraße 87 ist vorhanden.

## Verkehr
Südlich verläuft die Thüringerbahn von Eisenach nach Halle, der nächste Haltepunkt ist Niedertrebra. Die Buslinie 285 der PVG Weimarer Land verbindet Wickerstedt mit Apolda bzw. Bad Sulza.

## Geschichte
Erstmals wurde Wickerstedt im 9. Jahrhundert als „Wigerestat“ („die Siedlung des Mannes Wicker/Wigges“) als sächsische Siedlung erwähnt. Weitere Schreibweisen waren „Wiegerestete“ (etwa um 874), „Wickerstette“ (1063) oder „Wigherstete“ (1174). Auch sind Varianten mit „Wigker-“, „Wyckir-“, „Wiker-“ oder „Wikirstete“ bekannt, wobei der Begriff „wig“ im Althochdeutschen auch „Kampf“ bedeutet (siehe auch Wighard).
Im Jahr 1434 wurde die Burg in Wickerstedt zerstört und in der Folge starb 1505 das ansässige Rittergeschlecht aus.
Am 9./19. August 1719 (es liegen zwei unterschiedliche Quellen vor) zerstörte ein Großbrand 111 Häuser des Ortes. Auch Kirche, Pfarrei, Schule sowie das Brau- und das Badehaus wurden ein Raub der Flammen. Nach Angaben des „Geographischen und Historischen Handbuchs der Länder-, Völker- und Staatenkunde“ von 1787 bestand das Dorf damals bereits aus 130 Häusern, wobei man also von einer fast vollständigen Zerstörung ausgehen kann. Der materielle Gesamtschaden betrug 50.592 Gulden.
Weitere Brände sind für den 24. Oktober 1812, den 12. Juni 1818, den 24. Juli 1842 mit 17 abgebrannten Häusern sowie für den 28. und 29. August 1851 mit 50 abgebrannten Gebäuden zu verzeichnen. Die Ursache für den Letztgenannten war ein Blitzeinschlag.
Der Ort gehörte seit Mitte des 15. Jahrhunderts zum ernestinischen Amt Roßla, welches 1572 zu Sachsen-Weimar, 1603 zu Sachsen-Altenburg, 1672 wieder zu Sachsen-Weimar und 1741 zu Sachsen-Weimar-Eisenach kam. Bei der Verwaltungsreform des Großherzogtums Sachsen-Weimar-Eisenach kam der Ort 1850 zum Verwaltungsbezirk Weimar II (Verwaltungsbezirk Apolda).
Am 31. Dezember 2012 wurde die Gemeinde Wickerstedt zusammen mit weiteren Gemeinden in die Stadt Bad Sulza eingegliedert.

### Einwohnerentwicklung
Entwicklung der Einwohnerzahl (ab 1994 jeweils 31. Dezember):
| - 1847: 625 - 1859: 741 - 1877: 812 - 1910: 964 | - 1994: 853 - 1995: 854 - 1996: 852 - 1997: 864 - 1998: 885 - 1999: 877 | - 2000: 878 - 2001: 871 - 2002: 874 - 2003: 878 - 2004: 869 - 2005: 862 | - 2006: 862 - 2007: 838 - 2008: 814 - 2009: 805 - 2010: 776 | - 2011: 747 - 2013: 734 - 2019: 772 |

 Datenquelle 1847: „Weimars Merkwürdigkeiten einst und jetzt“
 Datenquelle 1859 und 1910: Staats-Handbuch für das Großherzogthum Sachsen-Weimar-Eisenach
 Datenquelle 1877: Bibliothek der Gesammten Handelswissenschaften
 Datenquelle 1994 bis 2011: Thüringer Landesamt für Statistik

Datenquelle ab 2013: Webseite der Stadt Bad Sulza

## Sehenswürdigkeiten

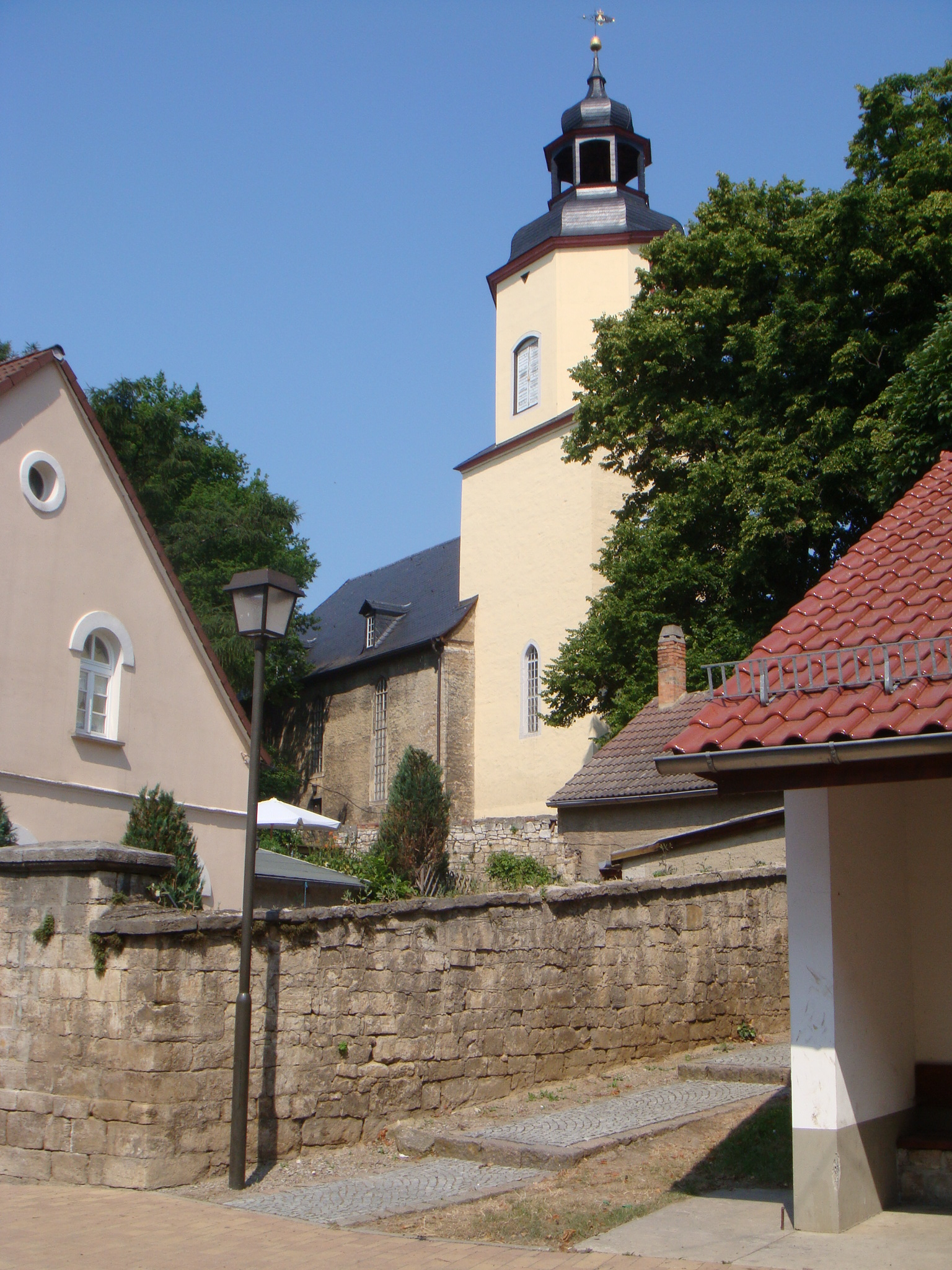
Dorfkirche St. Vitus

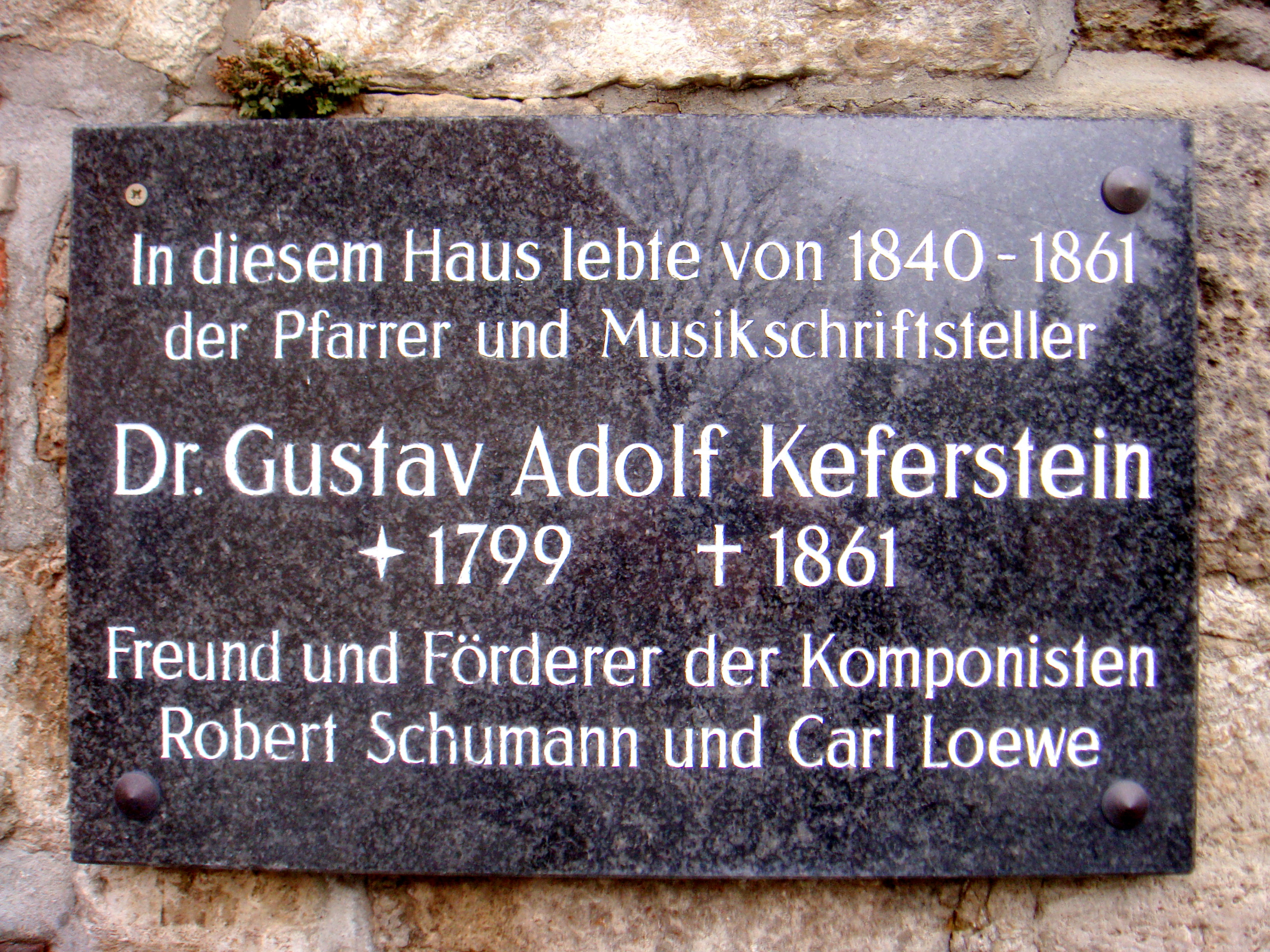
Gedenktafel an der Pfarrei-Mauer

- Die Dorfkirche Kirche St. Vitus ist eine barocke Saalkirche mit einer Stuckdekoration und einer historischen Orgel.
- ehemaliges Gasthaus, Hauptstraße
- Gehöft (Pfarrei), Hauptstraße 12, mit Gedenktafel für Gustav Adolf Keferstein
- Wohnhaus und Tor, Hauptstraße 23
- Wohnhaus, Hauptstraße 33
- ehemalige Brauerei mit Gewölbekeller, Hauptstraße 38/40
- Mühlengehöft Obermühle Wickerstedt (ehemalige Wassermühle), Hauptstraße 47a
- Haustür und Rahmung, Hauptstraße 57
- Wohnhaus, Hauptstraße 63
- Hofanlage, Mittelstraße 24
- Ilmbrücke am Ortsausgang nach Flurstedt
- Kriegerdenkmal

## Persönlichkeiten
- Laurentius Niska (1590–1665), Autor zum Waidanbau
- Johann Heinrich Vulpius (1599–1663), Pfarrer
- Johann Bielcke (1643–1706), Buchdrucker, Buchhändler und Verleger
- Gustav Adolf Keferstein († 1861), Pfarrer, Pädagoge und Musikschriftsteller